# Covert Coup
Albums par Curren$y
Pilot Talk II
(2010) Weekend at Burnie's
(2011)
Albums par The Alchemist
Gutter Water
(2010) Vodka & Ayahuasca
(2012)
Covert Coup est un album collaboratif du rappeur Curren$y et du producteur The Alchemist, sorti le 20 avril 2011.

## Liste des titres
| No  | Titre                                    | Contient un (des) sample(s) de                                                                | Durée |
| --- | ---------------------------------------- | --------------------------------------------------------------------------------------------- | ----- |
| 1.  | BBS                                      |                                                                                               | 2:27  |
| 2.  | The Type (featuring Prodigy)             | Skew It on the Bar-B d'OutKast featuring Raekwon Quiet Curves d'Asuka Sakai et Hiroshi Ohkubo | 4:59  |
| 3.  | Blood, Sweat & Gears (featuring Fiend)   | Urizen de David Axelrod Think (About It) de Lyn Collins                                       | 3:21  |
| 4.  | Life Instructions (featuring Smoke DZA)  | Třiatřicet de Modrý Efekt                                                                     | 2:25  |
| 5.  | Smoke Break                              | I'm Gonna Love You Just a Little More Baby de Barry White                                     | 2:23  |
| 6.  | Scottie Pippen (featuring Freddie Gibbs) | Symphony de Space                                                                             | 3:07  |
| 7.  | Ventilation                              | Deux cents nuits à l'heure de Serge Fiori et Richard Séguin                                   | 2:18  |
| 8.  | Double 07                                | Brite Eyes de Robbin Thompson Band No Vaseline d'Ice Cube                                     | 2:09  |
| 9.  | Success Is My Cologne                    |                                                                                               | 2:09  |
| 10. | Full Metal                               | Tsumi de Michiru Oshima                                                                       | 2:40  |